# Jean-René Suratteau
 (août 2019).
Si vous disposez d'ouvrages ou d'articles de référence ou si vous connaissez des sites web de qualité traitant du thème abordé ici, merci de compléter l'article en donnant les références utiles à sa vérifiabilité et en les liant à la section « Notes et références ».
Jean-René Suratteau, né le 18 mai 1916 à Orléans (Loiret), mort le 20 octobre 1998 à Vence (Alpes-Maritimes), est un résistant et historien contemporain français.

## Biographie

### Origine familiales
Jean-René Suratteau est le fils d'un couple d'instituteurs de tradition laïque, républicaine, syndicaliste et mutualiste. Son père Charles-René Suratteau, né en 1883 à Nancray-sur-Rimarde (Loiret), mort en 1968 à Orléans, est mobilisé et blessé lors de la Grande Guerre. Sa mère Alicie Boutault (1884-1969) est également institutrice. 
En avril 1946, il épouse Marie-Anne Caprais à Paris dans le 5e arrondissement. Née en 1918 Paris dans le 14e arrondissement, elle est docteure en droit, cadre administratif au ministère de la Marine marchande originaire de Bretagne par son père et de Suisse alémanique par sa mère, et de foi catholique. Le couple a cinq enfants, nés entre 1947 et 1957.

### Parcours universitaire et engagements
Jean-René Suratteau effectue ses études secondaires au lycée Pothier où il obtient le baccalauréat mention très bien en 1934. Il effectue ses études supérieures en classes préparatoires littéraires au lycée Louis-le-Grand où il côtoie Albert Soboul. Avec lui, il adhère à la Fédération des étudiants révolutionnaires, proche du Parti communiste français, et participe aux manifestations antifascistes, qui précèdent le Front populaire. En 1935, il suit des cours d'histoire et de géographie à la Sorbonne. En 1939, il soutient un mémoire de DES, La fortune rurale du chapitre de Sainte-Croix d’Orléans pendant la guerre de Cent Ans et la période de la reconstruction, préparé sous la direction de Marc Bloch. De son côté, le mémoire annexe, portant sur les Journaux thermidoriens, est préparé avec Georges Lefebvre et l'épreuve complémentaire, sur la structure agraire de la commune de Vrigny-aux-Bois (Loiret), avec Albert Demangeon.
Plutôt que d'adhérer au Parti communiste, dont l'organisation centraliste le rebute, de même que l'évolution de l'Union soviétique, Suratteau fréquente quelque temps des groupes liés à la Quatrième Internationale trotskyste, avant d'adhérer, après 1936, à la SFIO. Dans ce parti, il se montre proche de Marceau Pivert et adhère au courant de la Gauche révolutionnaire. Exclu de la SFIO en même temps que Marceau Pivert, il suit ce dernier au Parti socialiste ouvrier et paysan, fondé en 1938. Toutefois, opposé à la politique d'agression de Hitler, il s'oppose au pacifisme et devient antimunichois.
Mobilisé lors de la déclaration de la guerre, en septembre 1939, puis démobilisé lors de la débâcle de juin 1940, il trouve un emploi de surveillant et reprend ses études. En 1942, il obtient le Certificat d’aptitude à l’enseignement dans les collèges (concours qui précède le CAPES), avant d'être nommé à titre provisoire comme professeur délégué au lycée Pasteur de Neuilly-sur-Seine. À partir de 1943, il entre dans la Résistance intérieure : il rejoint les rangs du réseau Ceux de la Résistance (CDLR), fondé à la fin de 1942 en zone occupée. Entré dans la clandestinité à l'automne 1943, Suratteau est envoyé à Laval, en Bretagne et en Normandie afin de préparer le débarquement allié de juin 1944. Il entre au Comité exécutif national de CDLR au printemps de 1944, puis au secrétariat général du département de Seine-et-Marne à la Libération.
Le 20 décembre 1944, Suratteau démissionne du Comité exécutif national du CDLR et retourne vers la recherche. Entré comme aide-technique au CNRS, il est nommé à l'Institut d'histoire de la Révolution française à la Sorbonne, où il côtoie Georges Lefebvre. Reçu à l'agrégation d'histoire en 1945, le seizième, il devient professeur au lycée Henri-Martin de Saint-Quentin (1945-1946). Délégué provisoire au lycée Henri-IV (1946-1948), il devient professeur titulaire au lycée Pasteur de Neuilly-sur-Seine, puis au lycée Buffon, en 1949.
En 1949, il s’engage dans des recherches sur le Directoire, commençant par s’attacher à la « terreur directoriale » après le coup d'État du 18 fructidor an V. Détaché au CNRS en 1956, il se réoriente vers  Le département du Mont-Terrible sous le régime du Directoire (1795-1800). Étude des contacts humains, économiques et sociaux dans un pays annexé et frontalier, « thèse de type monographique », pour son doctorat d’État ès lettres, soutenu le 29 janvier 1966 (mention très honorable). Quant à la thèse complémentaire, elle porte sur Les élections de l’an VI et le « coup d’État » du 22 floréal (11 mai 1798). Étude documentaire, statistique et analytique. Essai d’interprétation.
Au terme de son détachement au CNRS, Suratteau est nommé à sa demande au lycée Victor-Hugo de Besançon pour achever sa thèse. Il devient maître de conférences en 1967, puis professeur sans chaire à l’université de Dijon. Devenu professeur titulaire de la chaire d’histoire contemporaine en 1974, il mène sa carrière à Dijon jusqu’à sa retraite et son accession au titre de professeur émérite en 1985.
Suratteau meurt le 20 octobre 1998 à Vence, quelques mois après son épouse. Ils reposent tous les deux à Tourrettes-sur-Loup. Comme d'autres historiens, il lègue sa bibliothèque personnelle au centre de documentation du musée de la Révolution française.

## Engagements et fonctions
Homme de gauche, Suratteau soutient Pierre Mendès France en 1953-1954, défend la décolonisation, adhère un temps au Parti socialiste autonome d’Édouard Depreux, accueille favorablement Mai 68, mais se détourne bientôt des organisations universitaires gauchistes.
Il occupe les fonctions de doyen de la faculté des lettres et des sciences humaines de l’université de Dijon de 1976 à 1982.
Il a également été membre de la Commission Jaurès (devenue en 1983 Commission d’histoire de la Révolution française), rattachée au Comité des travaux historiques et scientifiques du ministère de l'Éducation nationale, de la Recherche et de la Technologie, jusqu’en 1995 (où il devient membre à titre honoraire) ; membre du conseil d’administration, vice-président, puis membre de la présidence collégiale (1982-1998) de la Société des Études robespierristes ; membre du conseil d’administration puis vice-président (1980-1983), président (1983-1984) et président d’honneur de la Société d'Histoire moderne et contemporaine ; membre (à l’occasion du bicentenaire de la Révolution) puis vice-président de la Commission ad hoc du CNRS présidée par Michel Vovelle ; l’un des fondateurs de l’Association des historiens européens, à Rome, en 1979 ; membre du Comité d’histoire de la Seconde Guerre mondiale (1975-1991), jusqu’à son absorption par l’Institut d’histoire du temps présent ; fondateur puis président de l’Association pour la recherche sur l’Occupation et la Résistance en Morvan jusqu’en 1991 ; directeur du musée de la Résistance à Saint-Brisson, dans la Nièvre (1983-1991). Retiré à Vence il abandonne l’essentiel de ces fonctions entre 1991 et 1995.

## Publications

### Ouvrages
- Le département du Mont-Terrible sous le régime du Directoire (1795-1800). Étude des contacts humains, économiques et sociaux dans un pays annexé et frontalier, Paris, Les Belles Lettres, 1965.
- Les élections de l’an VI et le « coup d’État » du 22 floréal (11 mai 1798). Étude documentaire, statistique et analytique. Essai d’interprétation, Paris, Les Belles Lettres, 1971.
- L’idée nationale de la Révolution à nos jours, Paris, PUF, collection Sup, 1972, 225 p.
- La Révolution française, certitudes et controverses, Paris, PUF, collection Clio, 1973, 96 p.
- Jean-François Reubell, l’Alsacien de la Révolution française, Mulhouse, Éditions du Rhin, 1995, 543 p.

### Ouvrages en collaborations
- La France du Directoire, Paris, Éditions Sociales, 1977. Réédition du cours de Georges Lefebvre, avant-propos d’Albert Soboul, introduction, mise à jour bibliographique, « État des questions » de Jean-René Suratteau.
- Albert Soboul (dir.), Dictionnaire historique de la Révolution française, Paris, PUF, 1989. Direction scientifique de François Gendron et de Jean-René Suratteau, auteur de 121 entrées.

### Articles
- « Les élections de l’an IV », Annales historiques de la Révolution française, 1951, p. 374-393 ; 1952, pp. 32-63.
- « Les opérations de l’assemblée électorale de France », Annales historiques de la Révolution française, 1955, p. 228-250.
- « Un commissaire du Directoire : François-Augustin Roussel », Annales historiques de la Révolution française, 1957, p. 316-339.
- « Les élections de l’an V aux Conseils du Directoire », Annales historiques de la Révolution française, 1958, p. 21-63.
- « Georges Lefebvre, historien politique », Annales historiques de la Révolution française, 1960, p. 32-46.
- « La carrière de J.-A. Rengguer sous le Consulat et l’Empire », Actes de la Société jurassienne d’Émulation, 1960, p. 309-317.
- « Les babouvistes, le péril rouge et le Directoire (1796-1798) », Actes du colloque « Babeuf » à Stockholm en 1960, Paris, 1963, p. 147-173.
- « Récit inédit des événements de décembre 1797 et de mars 1798. Lettre de l’ancien bailli d’Ergüel, Samuel Imer, adressée au conseiller aulique du prince-évêque de Bâle, Joseph-Antoine Schumacher, le 19 février 1801 » (avec des notes explicatives de Jean-René Suratteau), Actes de la Société jurassienne d’Émulation, 1963, p. 83-100.
- « Les abdicataires du département du Mont-Terrible », Actes du 89e Congrès des Sociétés savantes, Lyon, 1964.
- « La fin du département du Mont-Terrible », Actes de la Société jurassienne d’Émulation, 1964, p. 205-226.
- « Contrats de mariage, divorce et émigration dans l’ancien évêché de Bâle (département du Mont-Terrible) à l’époque révolutionnaire », Mémoires de la Société pour l’histoire du droit et des institutions des anciens pays bourguignons, comtois et romands, 1966, tome 27.
- « La République rauracienne vue par les informateurs de l’Autriche » (Alfred Rufer et J.-R. Suratteau), dans Actes de la Société jurassienne d’Émulation, 1967.
- « Les “anecdotes” inédites de Reubell sur la révolution en Suisse », Revue suisse d'histoire, 1967, tome 17, fascicule 4, p. 533-548.
- « Problèmes frontaliers de l’émigration révolutionnaire. L’exemple du Mont-Terrible », Bulletin de la Commission d’histoire économique et sociale de la Révolution française, 1967, p. 13-26.
- « Contribution à l’étude des mouvements de population dans le canton et la ville de Berne à la fin du XVIIIe siècle », Actes du 92e Congrès national des Sociétés savantes, Strasbourg et Colmar, 1967.
- « La pénurie et la cherté de la farine et du pain et les spéculations de famine en 1789, et en 1795-1796 (d’après les papiers inédits de Reubell) », Actes du 93e Congrès national des Sociétés savantes, Tours, 1968.
- « Heurs et malheurs de la sociologie électorale pour l’époque de la Révolution française », Annales. Économies. Sociétés. Civilisations, mai-juin 1968, n° 3, p. 556-580.
- « Occupation, occupants et occupés en Suisse, de 1792 à 1814 », Actes du colloque « Occupants/Occupés de 1792 à 1815 » de Bruxelles en 1968, Paris, 1969, p. 165-220.
- « La nascità delle “Annales” », Società et storia, 1980, n° 8, p. 457-461.
- « Le Directoire : points de vue et interprétations d’après des travaux récents », Annales historiques de la Révolution française, 1976, p. 180-214.
- « Le Directoire comme modèle de régime ou mode de gouvernement ? », Voies nouvelles pour l’histoire de la Révolution française (Actes du colloque Mathiez-Lefebvre de 1974), Publications de la Société des Études robespierristes, 1978, p. 381-399.
- « À propos de la fin (ou de la « consomption ») de la Première République », Annales historiques de la Révolution française, 1991, p. 79-92.